# Campeonato Sub-19 femenino de la AFC de 2011
El Campeonato Sub-19 femenino de la AFC 2011 fue la sexta instancia del Campeonato Asiático Sub-19 de la Mujer. El torneo se llevó a cabo en Vietnam. Los 3 primeros equipos de la fase final del grupo clasificaron para la Copa Mundial Femenina de Fútbol Sub-20 de 2012.

## Primera ronda de calificación

### Grupo A
| Equipo     | Pts | PJ | PG | PE | PP | GF | GC | Dif |
| ---------- | --- | -- | -- | -- | -- | -- | -- | --- |
| Uzbekistán | 6   | 2  | 2  | 0  | 0  | 5  | 0  | 5   |
| Birmania   | 3   | 2  | 1  | 0  | 1  | 5  | 1  | 4   |
| Filipinas  | 0   | 2  | 0  | 0  | 2  | 0  | 9  | -9  |

| Fecha                    | Lugar             |           |                      | Resultado |                       |            |
| ------------------------ | ----------------- | --------- | -------------------- | --------- | --------------------- | ---------- |
| 20 de septiembre de 2010 | Makati, Filipinas | Myanmar   | Bandera de Birmania  | 0:1 (0:1) | Bandera de Uzbekistán | Uzbekistán |
| 22 de septiembre de 2010 | Makati, Filipinas | Filipinas | Bandera de Filipinas | 0:5 (0:1) | Bandera de Birmania   | Myanmar    |
| 24 de septiembre de 2010 | Makati, Filipinas | Filipinas | Bandera de Filipinas | 0:4 (0:1) | Bandera de Uzbekistán | Uzbekistán |

### Grupo B
| Equipo    | Pts | PJ | PG | PE | PP | GF | GC | Dif |
| --------- | --- | -- | -- | -- | -- | -- | -- | --- |
| Irán      | 9   | 3  | 3  | 0  | 0  | 13 | 4  | 9   |
| India     | 6   | 3  | 2  | 0  | 1  | 10 | 4  | 6   |
| Jordania  | 3   | 3  | 1  | 0  | 2  | 8  | 6  | 2   |
| Bangladés | 0   | 3  | 0  | 0  | 3  | 1  | 18 | -17 |

| Fecha                    | Lugar           |           |                      | Resultado |                      |           |
| ------------------------ | --------------- | --------- | -------------------- | --------- | -------------------- | --------- |
| 20 de septiembre de 2010 | Daca, Bangladés | India     | Bandera de la India  | 2:4 (1:2) | Bandera de Irán      | Irán      |
| 20 de septiembre de 2010 | Daca, Bangladés | Bangladés | Bandera de Bangladés | 1:6 (1:2) | Bandera de Jordania  | Jordania  |
| 22 de septiembre de 2010 | Daca, Bangladés | Jordania  | Bandera de Jordania  | 0:2 (0:2) | Bandera de la India  | India     |
| 22 de septiembre de 2010 | Daca, Bangladés | Irán      | Bandera de Irán      | 6:0 (1:0) | Bandera de Bangladés | Bangladés |
| 24 de septiembre de 2010 | Daca, Bangladés | Jordania  | Bandera de Jordania  | 2:3 (2:1) | Bandera de Irán      | Irán      |
| 24 de septiembre de 2010 | Daca, Bangladés | India     | Bandera de la India  | 6:0 (1:0) | Bandera de Bangladés | Bangladés |

## Segunda ronda de clasificación
| Equipo       | Pts | PJ | PG | PE | PP | GF | GC | Dif |
| ------------ | --- | -- | -- | -- | -- | -- | -- | --- |
| Vietnam      | 10  | 4  | 3  | 1  | 0  | 8  | 1  | 7   |
| Tailandia    | 8   | 4  | 2  | 2  | 0  | 13 | 2  | 11  |
| China Taipéi | 6   | 4  | 2  | 0  | 2  | 8  | 8  | 0   |
| Uzbekistán   | 4   | 4  | 1  | 1  | 2  | 8  | 9  | -1  |
| Irán         | 0   | 4  | 0  | 0  | 4  | 3  | 20 | -17 |

| Fecha                 | Lugar                 |              |                         | Resultado |                         |              |
| --------------------- | --------------------- | ------------ | ----------------------- | --------- | ----------------------- | ------------ |
| 21 de octubre de 2010 | Kuala Lumpur, Malasia | China Taipéi | Bandera de China Taipéi | 0:2 (0:2) | Bandera de Tailandia    | Tailandia    |
| 21 de octubre de 2010 | Kuala Lumpur, Malasia | Irán         | Bandera de Irán         | 1:5 (0:2) | Bandera de Uzbekistán   | Uzbekistán   |
| 23 de octubre de 2010 | Kuala Lumpur, Malasia | Uzbekistán   | Bandera de Uzbekistán   | 0:3 (0:0) | Bandera de Vietnam      | Vietnam      |
| 23 de octubre de 2010 | Kuala Lumpur, Malasia | Irán         | Bandera de Irán         | 2:4 (0:2) | Bandera de China Taipéi | China Taipéi |
| 25 de octubre de 2010 | Kuala Lumpur, Malasia | Vietnam      | Bandera de Vietnam      | 2:0 (2:0) | Bandera de Irán         | Irán         |
| 25 de octubre de 2010 | Kuala Lumpur, Malasia | Tailandia    | Bandera de Tailandia    | 2:2 (1:1) | Bandera de Uzbekistán   | Uzbekistán   |
| 28 de octubre de 2010 | Kuala Lumpur, Malasia | Tailandia    | Bandera de Tailandia    | 9:0 (5:0) | Bandera de Irán         | Irán         |
| 28 de octubre de 2010 | Kuala Lumpur, Malasia | China Taipéi | Bandera de China Taipéi | 1:3 (1:1) | Bandera de Vietnam      | Vietnam      |
| 30 de octubre de 2010 | Kuala Lumpur, Malasia | Uzbekistán   | Bandera de Uzbekistán   | 1:3 (0:1) | Bandera de China Taipéi | China Taipéi |
| 30 de octubre de 2010 | Kuala Lumpur, Malasia | Vietnam      | Bandera de Vietnam      | 0:0       | Bandera de Tailandia    | Tailandia    |

## Ronda Final
La ronda final se jugará con el Sistema de todos contra todos del 3 al 13 de noviembre de 2011 en Ciudad Ho Chi Minh, Vietnam.
| Equipo          | Pts | PJ | PG | PE | PP | GF | GC | Dif |
| --------------- | --- | -- | -- | -- | -- | -- | -- | --- |
| Japón           | 13  | 5  | 4  | 1  | 0  | 13 | 3  | 10  |
| Corea del Norte | 12  | 5  | 4  | 0  | 1  | 13 | 3  | 10  |
| China           | 8   | 5  | 2  | 2  | 1  | 7  | 8  | -1  |
| Corea del Sur   | 7   | 5  | 2  | 1  | 2  | 11 | 9  | 2   |
| Australia       | 3   | 5  | 1  | 0  | 4  | 7  | 12 | -5  |
| Vietnam         | 0   | 5  | 0  | 0  | 5  | 5  | 21 | -16 |

| Fecha                 | Lugar                       |                 |                                       | Resultado |                                       |                 |
| --------------------- | --------------------------- | --------------- | ------------------------------------- | --------- | ------------------------------------- | --------------- |
| 6 de octubre de 2011  | Ciudad Ho Chi Minh, Vietnam | Vietnam         | Bandera de Vietnam                    | 3:4 (2:1) | Bandera de Australia                  | Australia       |
| 6 de octubre de 2011  | Ciudad Ho Chi Minh, Vietnam | Japón           | Bandera de Japón                      | 1:1 (0:1) | Bandera de la República Popular China | China           |
| 6 de octubre de 2011  | Ciudad Ho Chi Minh, Vietnam | Corea del Sur   | Bandera de Corea del Sur              | 1:2 (1:0) | Bandera de Corea del Norte            | Corea del Norte |
| 8 de octubre de 2011  | Ciudad Ho Chi Minh, Vietnam | Japón           | Bandera de Japón                      | 3:1 (0:0) | Bandera de Corea del Sur              | Corea del Sur   |
| 8 de octubre de 2011  | Ciudad Ho Chi Minh, Vietnam | Corea del Norte | Bandera de Corea del Norte            | 1:0 (1:0) | Bandera de Australia                  | Australia       |
| 8 de octubre de 2011  | Ciudad Ho Chi Minh, Vietnam | China           | Bandera de la República Popular China | 2:1 (1:1) | Bandera de Vietnam                    | Vietnam         |
| 10 de octubre de 2011 | Ciudad Ho Chi Minh, Vietnam | China           | Bandera de la República Popular China | 1:1 (1:0) | Bandera de Corea del Sur              | Corea del Sur   |
| 10 de octubre de 2011 | Ciudad Ho Chi Minh, Vietnam | Australia       | Bandera de Australia                  | 0:1 (0:1) | Bandera de Japón                      | Japón           |
| 10 de octubre de 2011 | Ciudad Ho Chi Minh, Vietnam | Vietnam         | Bandera de Vietnam                    | 0:5 (0:1) | Bandera de Corea del Norte            | Corea del Norte |
| 13 de octubre de 2011 | Ciudad Ho Chi Minh, Vietnam | Corea del Norte | Bandera de Corea del Norte            | 1:2 (0:1) | Bandera de Japón                      | Japón           |
| 13 de octubre de 2011 | Ciudad Ho Chi Minh, Vietnam | Australia       | Bandera de Australia                  | 1:3 (0:1) | Bandera de la República Popular China | China           |
| 13 de octubre de 2011 | Ciudad Ho Chi Minh, Vietnam | Corea del Sur   | Bandera de Corea del Sur              | 4:1 (2:0) | Bandera de Vietnam                    | Vietnam         |
| 16 de octubre de 2011 | Ciudad Ho Chi Minh, Vietnam | Australia       | Bandera de Australia                  | 2:4 (0:1) | Bandera de Corea del Sur              | Corea del Sur   |
| 16 de octubre de 2011 | Ciudad Ho Chi Minh, Vietnam | China           | Bandera de la República Popular China | 0:4 (0:2) | Bandera de Corea del Norte            | Corea del Norte |
| 16 de octubre de 2011 | Ciudad Ho Chi Minh, Vietnam | Vietnam         | Bandera de Vietnam                    | 0:6 (0:2) | Bandera de Japón                      | Japón           |

| Bandera de Japón |
| Campeón Japón    |
| Tercer título    |